# Al-Safira
Al-Safira (en árabe: السفيرة‎ / ALA-LC: as-Safīrah; en árabe del norte de Siria: Sfīre) es una ciudad de Siria, que pertenece administrativamente a la Gobernación de Alepo. Es el centro administrativo del distrito de Al-Safira. Tiene una altitud de 348 m y una población de 106.382 habitantes en 2007, lo que la convierte en la 11.ª ciudad con más población de Siria.

## Etimología
El geógrafo medieval Yaqut al-Hamawi llama a la ciudad Asfīrah (أسفيرة), no as-Safira (السفيرة),  lo que indicaría que el artículo definido en la ortografía moderna es el resultado de una ultracorrección.
Al-Safira era conocida en tiempos preislámicos como Sipri. Los historiadores han sugerido que el nombre Sipri puede haber venido de la palabra acadia siparru que significa "de bronce", lo que podría indicar que en esta zona se extraía cobre y luego se convertía en bronce.

## Historia
Desde la antigüedad la ciudad ha sido el punto de distribución de la sal obtenida de la cercana Sabkhat al-Jabbul. La ciudad, durante la Guerra civil siria había permanecido bajo tropas insurgentes. Las fuerzas de Bashar al-Ásad recapturaron la ciudad el 1 de noviembre del 2013.